# 1991 UG1
1991 UG1 är en asteroid i huvudbältet som upptäcktes den 29 oktober 1991 av den australiensiske astronomen Robert H. McNaught vid Siding Spring-observatoriet.
Asteroiden har en diameter på ungefär 9 kilometer.